# Affection (álbum de Koda Kumi)
Affection é o primeiro álbum lançado pela cantora japonesa Koda Kumi. O primeiro álbum de Kumi contém os primeiros singles de sua carreira como TAKE BACK e Trust Your Love. Alcançou a décima segunda posição na Oricon Albums Chart, ficando na parada por doze semanas.

## Faixas
1. "Atomic Energy"  – 1:33
2. "Trust Your Love" – 4:27
3. "Go Together" – 4:40
4. "Your Song" – 5:18
5. "Feel Me" – 4:20
6. "COLOR OF SOUL" – 4:28
7. "Best Friend of Mine" – 1:52
8. "My Dream" – 4:35
9. "So into You" – 4:31
10. "Till Morning Comes" – 3:47
  - featuring Verbal (m-flo)
11. "Come Back") – 5:36
12. "TAKE BACK" – 4:56
13. "Can't Lose" – 3:51
14. "walk" – 5:06
15. Bonus Track: "TAKE BACK Jonathan Peters' Radio Mix" ~English Version~
16. Bonus Track: "Trust Your Love Hex Hector Main Radio Mix" ~English Version~[2][3]